# PmWiki
PmWiki est un moteur de wiki libre écrit en PHP qui ne nécessite pas de base de données.
L'usage de maquettes permet de choisir ou de créer la mise en page désirée. L'ajout de recettes optionnelles permet quant à lui d'enrichir les fonctionnalités du programme (nouvelles balises, nouvelles fonctions, élaborations de formulaires standardisés, etc.).
PmWiki est distribué selon les termes de la licence GNU GPL.

## Objectif de conception
(avril 2024).
Si vous disposez d'ouvrages ou d'articles de référence ou si vous connaissez des sites web de qualité traitant du thème abordé ici, merci de compléter l'article en donnant les références utiles à sa vérifiabilité et en les liant à la section « Notes et références ».
Le logiciel PmWiki est axé sur la facilité d'utilisation, de sorte que les personnes ayant peu d'expérience dans le domaine des technologies de l'information ou des wikis seront en mesure de l'utiliser. Le logiciel est également conçu pour être extensible et personnalisable. La philosophie de PmWiki favorise les auteurs par rapport aux lecteurs, n'essaie pas de remplacer HTML et soutient la maintenance collaborative des pages web publiques.
Outre les fonctions collaboratives habituelles telles que la gestion de contenu et la base de connaissances, PmWiki a été utilisé par des entreprises ou des groupes comme plate-forme de communication interne, avec la gestion des tâches et les archives des réunions. Il est également utilisé par des équipes universitaires et de recherche.
Le wikitexte de PmWiki partage des similitudes avec MediaWiki (utilisé par Wikipédia) et possède un grand nombre de fonctionnalités que l'on ne retrouve pas dans les autres moteurs wiki cependant son objectif premier est d'aider à la maintenance collaborative des sites web. Le moteur de balisage de PmWiki est hautement personnalisable, permettant d'ajouter, de modifier ou de désactiver des règles de balisage, et il peut prendre en charge d'autres langages de balisage. Par exemple, les spécifications Wikicréole peuvent être activées.

## Fonctionnalités
PmWiki utilise des fichiers ordinaires pour stocker le contenu. Chaque page du wiki est stockée dans son propre fichier sur le serveur web. Selon l'auteur, "Pour les opérations standard (affichage, édition, révision des pages), conserver les informations dans des fichiers plats est nettement plus rapide que d'y accéder dans une base de données..."
PmWiki est conçu pour pouvoir stocker et récupérer le texte et les métadonnées des pages dans différents systèmes et formats. Par défaut, il ne prend pas en charge les bases de données. Cependant, grâce à des plugins, PmWiki peut utiliser des bases de données MySQL ou SQLite pour le stockage des données.
PmWiki prend en charge les pièces jointes (téléchargements : images ou autres fichiers) à ses pages wiki. Les fichiers peuvent être attachés à un groupe de pages (par défaut), à chaque page individuellement ou à l'ensemble du wiki, en fonction des besoins et de la structure du contenu. Il existe des recettes PmWiki permettant une gestion plus facile des fichiers joints, par exemple la suppression ou la création de vignettes/galeries.

## Structure du wiki
Dans PmWiki, les pages wiki sont contenues dans des « groupes wiki » (ou « espaces de noms »). Chaque groupe wiki peut avoir ses propres options de configuration, plug-ins, contrôle d'accès, skin, sidebar (menu), langue du contenu et interface.
Par défaut, PmWiki permet exactement un niveau hiérarchique des pages ("WikiGroup/WikiPage"), mais grâce à des "recettes" (modules/extensions), il est possible d'avoir une structure plate (aucun groupe wiki), plusieurs groupes imbriqués, ou des sous-pages.
Les groupes wiki spéciaux sont PmWiki, Site, SiteAdmin et Category, qui contiennent la documentation et certains modèles de configuration.
Les liens vers d'autres pages de PmWiki sont écrits normalement, avec des doubles crochets comme [[MediaWiki]], et s'ils se trouvent derrière une autre description textuelle (appelée texte du lien), une ligne verticale "|" sépare le nom de la page et le texte alternatif. Les liens vers un autre site sont écrits entre crochets simples. Les terminaisons font également partie de la description textuelle.

## Livres et articles au sujet de PmWiki
Ces ouvrages mentionnent PmWiki, lui consacrent des chapitres ou des sections, ou le comparent à d'autres logiciels similaires:
- (en) Todd Stauffer, How to Do Everything With Your Web 2.0 Blog (Comment tout faire avec votre blog web 2.0), éd. McGraw-Hill, New York, 2008,  (ISBN 978-0-07-149218-8)
- (en) White, Pauxtis, Web 2.0 for Business: Learning the New Tools (Web 2.0 pour l'entreprise: Apprendre les nouveaux outils), éd. Wiley, Hoboken, 2010,  (ISBN 978-0-470-43618-9)
- (en) Karen A. Coombs, Amanda J. Hollister, Open Source Web Applications for Libraries (Logiciels libres pour les bibliothèques), 2010,  (ISBN 978-1-57387-400-7)
- (en) Nancy Courtney, More Technology for the Rest of Us: A Second Primer on Computing for the Non-IT Librarian (Plus de technologie pour le reste de nous : introduction à l'informatique pour les bibliothécaires non informaticiens), éd. Libraries Unlimited, Santa Barbara, 2010,  (ISBN 978-1-59158-939-6)
- (en) Holtz, Demopoulos, Blogging for Business: Everything You Need to Know And Why You Should Care (Bloguer pour les entreprises : Tout ce qu'il faut savoir et pourquoi il faut s'en préoccuper), éd. Kaplan Publ., Chicago, 2007,  (ISBN 978-1-4195-3645-8)
- (en) Frank Kleiner, A Semantic Wiki-based Platform for IT Service Management (Une plateforme sémantique basée sur un wiki pour la gestion des services informatiques), éd. Karlsruhe Institute of Technology (KIT) Scientific Publishing, Karlsruhe, 2015,  (ISBN 978-3-731-50333-0)
- (en) Pullman, Baotong, Designing Web-Based Applications for 21st Century Writing Classrooms (Conception d'applications Web pour les classes d'écriture du 21e siècle), éd. Taylor & Francis, Abingdon-on-Thames, 2016,  (ISBN 978-1-351-86810-5)
- (de) Ebersbach, Glaser, Heigl, Wiki: Kooperation Im Web (Wiki : Coopération sur le web), éd. Springer, Berlin, 2008,  (ISBN 978-3-540-35110-8)
- (de) Lange, Christoph (ed.): Wikis und Blogs - Planen, Einrichten, Verwalten (Wikis et blogs - Planifier, installer, gérer), éd. Computer- und Literatur-Verl, Böblingen, 2007  (ISBN 978-3-936546-44-6)
- (en) Tim Massaro, Toni Cairns (IBM), Collaborate Quickly with Wiki! (Collaborez rapidement avec Wiki !), iSeries NEWS, 2005
- (en) Brian May, Open Source Applications on IBM i (Logiciels libres sur IBM i), System iNEWS, 2009
- (en) Lauren Barack, Never-Ending Story (Histoire sans fin), School Library Journal, 2007, sur l'effort collaboratif d'écriture d'un livre jeunesse par 8 écrivains sur PmWiki.
- (en) Brenda Chawner, Paul Lewis, WikiWikiWebs: New Ways to Communicate in a Web Environment (WikiWikiWebs: De nouvelles façons de communiquer dans un environnement Web), Information Technology & Libraries, 2006.
- (en) Matthew Bejune (Perdue U), Wikis in Libraries (Wikis en bibliothèque), Information Technology & Libraries, 2007